# Vulcaniella caucasica
Vulcaniella caucasica ist ein Schmetterling (Nachtfalter) aus der Familie der Prachtfalter (Cosmopterigidae).

## Merkmale
Die Falter erreichen eine Flügelspannweite von 8 bis 10 Millimeter. Der Kopf ist fahl ockerfarben. Thorax und Tegulae glänzen dunkelbraun, sind golden getönt und hinten weiß gesäumt. Die Vorderflügel glänzen dunkelbraun und glitzern golden. Die Binde der Basalregion und die Flecke sind wie bei Vulcaniella pomposella angeordnet. Sie sind erhaben und dunkel goldfarben. Dem ersten und zweiten Costalfleck ist jeweils ein kleiner weißer Fleck und dem dritten Costalfleck ist ein großer weißer Fleck vorangestellt. Die ersten drei Segmente des Abdomens sind hellgrau, die übrigen Segmente sind dunkelgrau.
Bei den Männchen ist das rechte Brachium distal stark geweitet. Der Apex ist gestutzt und hat einen leicht konkaven äußeren Rand. Das linke Brachium hat einen rechteckigen Apex. Die Valven sind parallelwandig. Die rechte Valvella ist etwas kürzer als der distale Teil des Aedeagus. Sie ist an der Basis breit und mit einer dorsalen bauchigen Ausbuchtung versehen. Zum Apex verjüngt sie sich. Die linke Valvella ist klein und sehr schmal. Der Aedeagus ist sehr schlank, der distale Teil verjüngt sich allmählich.
Bei den Weibchen verengt sich das 8. Segment distal. Die Antevaginalplatte hat einen konkaven hinteren Rand, der vordere Rand ist konvex. Die Sklerotisierung am Hinterrand des 7. Sternits ist keilförmig und hat zwei seitliche, nach innen gekrümmte Wülste. Der Ductus bursae ist etwa halb so lang wie das Corpus bursae. Der Aedeagus ist sehr runzlig, die Signa sind groß und flach.

## Verbreitung
Vulcaniella caucasica ist in Kleinasien und im Kaukasus in Armenien und in Aserbaidschan verbreitet.

## Biologie
Die Biologie der Art ist unbekannt. Falter wurden im Juni und im Juli gesammelt.

## Belege
1. 1 2 3 4 5  J. C. Koster, S. Yu. Sinev: Momphidae, Batrachedridae, Stathmopodidae, Agonoxenidae, Cosmopterigidae, Chrysopeleiidae. In: P. Huemer, O. Karsholt, L. Lyneborg (Hrsg.): Microlepidoptera of Europe. 1. Auflage. Band 5. Apollo Books, Stenstrup 2003, ISBN 87-88757-66-8, S. 154 (englisch).